# Dominique Albert Azuni
Dominique Albert Azuni (3 août 1749 - Sassari ✝ 23 janvier 1827 - Cagliari), est un juriste et homme politique sous le Consulat et le Premier Empire.

## Biographie
Dominique Albert Azuni, né à Sassari en Sardaigne.
Il étudie les lettres et le droit à Sassari et Turin se spécialisant dans la jurisprudence qui concerne les affaires commerciales, tant terrestres que maritimes.
Il publie plusieurs écrits sur ces matières, parmi lesquels son Dictionnaire universel de Jurisprudence commerciale (1786-1788) est cité comme une autorité dans les tribunaux de commerce du littoral de la Méditerranée.
Avant la Révolution française, il est sénateur puis juge au tribunal de commerce et maritime de Nice en 1782. Associé de plusieurs académies, notamment à celles de Turin, de Naples, de Florence, il attire l'attention du général Bonaparte, qui passe en 1796 à Nice.
Après la réunion de son pays à la France, Azuni est appelé à Paris par ce général, lorsqu'il n'est encore que Premier Consul. Le juriste se lie avec les plus illustres savants de cette capitale. Il publie en italien un Système universel des principes du droit maritime de l'Europe (Nice, 1795, 4 vol.), dont une traduction française, imprimée en 1798, quoique très mal exécutée, a un succès qui décide l'auteur à refaire entièrement son ouvrage. Le nouveau traité, écrit par lui-même en français, parait en 1805, en 2 vol. in-8°.
Il publie en 1798, Essai sur l'histoire géographique, politique et morale de la Sardaigne, 1 vol. in-8. Il en donne, trois ans après, une édition très augmentée et totalement refondue, sous le titre d'Histoire géographique, etc. de la Sardaigne, Paris, 1801, 2 vol. in-8°-, fig.
Le ministre de l'intérieur le nomme à la commission chargée de rédiger le nouveau Code de commerce, et lui confie la partie maritime (1806).
En 1807, il est nommé président du tribunal d'appel de Gênes, ville nouvellement réunie à l'Empire. Le 3 octobre 1808, il est élu, par le Sénat conservateur, membre du Corps législatif, sur la présentation des collèges électoraux du département de Gênes. l'arrondissement de Novi l'avait préalablement choisi comme candidat au Corps législatif par 26 voix sur 44 votants et 67 inscrits. Le 3 février 1810, il publie un ouvrage intitulé : Traité du contrat et des lettres de change, suivant les principes du nouveau code.
Il cumule à la même époque les fonctions de vice-intendant de Nice et de sénateur du royaume d'Italie.
En 1809, il publie un ouvrage où il cherche à prouver que l'invention de la boussole est due aux Français, et non aux Italiens, qui la revendiquents. Mais il trouve un adversaire dans un savant Italien, Joseph Hager, professeur des langues orientales à l'université de Pavie, qui publie contre lui un opuscule intitulé : Memoria sulla bussola orientale, Milan, 1810. 
Quand, en 1811, les tribunaux sont réorganisés, Azuni, intime ami de Giuseppe Luosi, grand-juge et ministre de la Justice du royaume d'Italie, est continué dans ses fonctions jusqu'à la Restauration, sous le titre de président de la chambre de la compagnie de Gênes. En février de cette même année, il publie un ouvrage sur l'origine et les progrès du droit et de la législation maritime.
Il est promu, le 19 juin 1813, chevalier de l'Empire, chevalier de la Légion d'honneur et de l'Ordre de la Réunion.
Il quitte ses fonctions à la chute de l'Empire. En 1815, il publie un nouvel et bon ouvrage intitulé : Mémoires pour servir à l'histoire maritime des marins navigateurs de Marseille. Il se retire alors à Nice, puis Gênes, où il n'occupe aucune place.

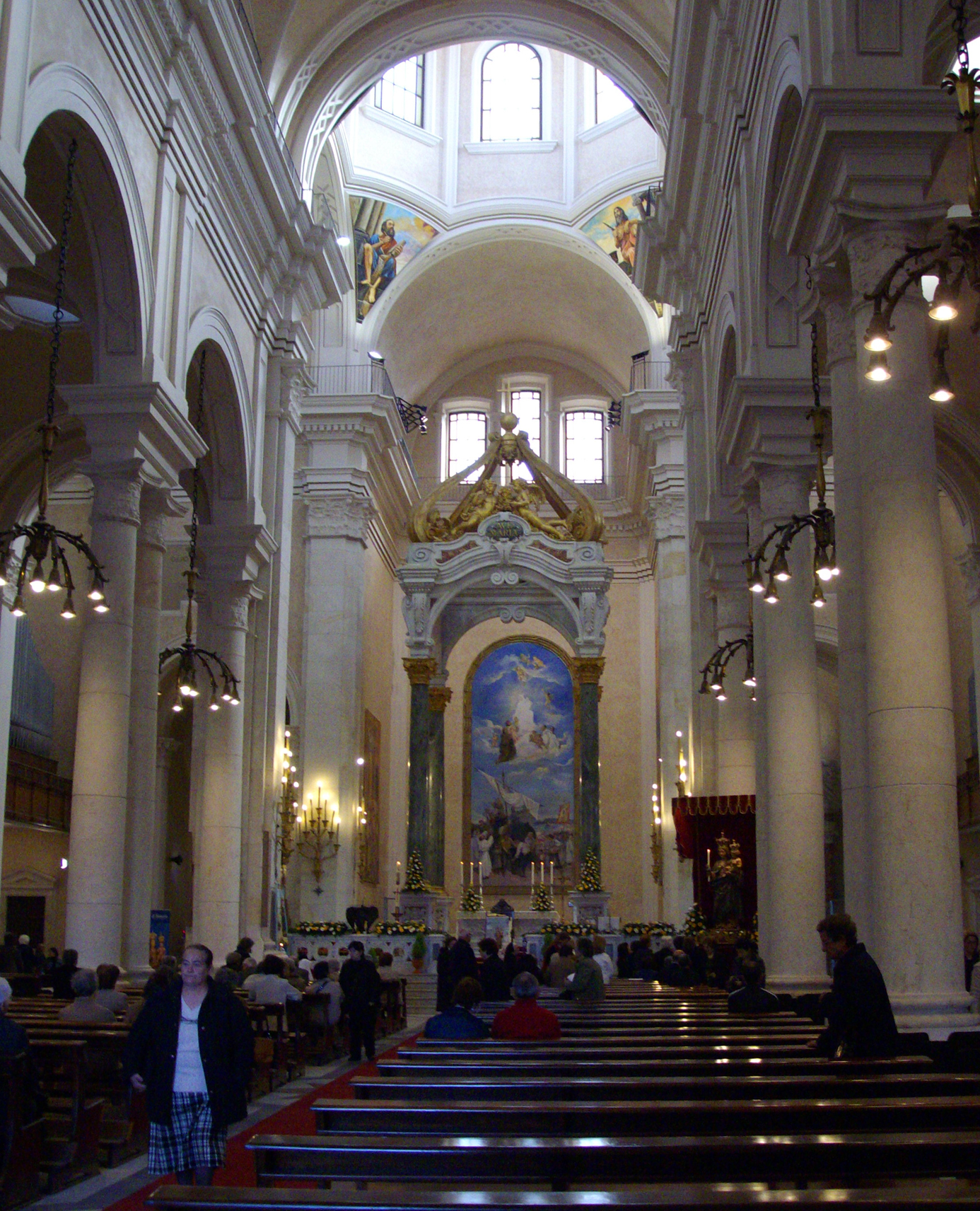
Intérieur de la basilique Notre-Dame de Bonaria.

Lors de la restauration de la maison de Savoie, Azuni, sur l'invitation de Victor-Emmanuel Ier, revient dans sa terre natale, où il remplit les fonctions de juge et magistrat suprême du consulat de Cagliari, et celles de président de la Bibliothèque de l'Université royale de cette ville. II y meurt l'un des derniers jours de janvier 1827 et est inhumé en la basilique Notre-Dame de Bonaria.

## Fonctions
- Sénateur du royaume de Sardaigne ;
- Juge au tribunal de commerce et maritime de Nice (1782) ;
- Président du tribunal d'appel de Gênes (1807-1814) ;
- Député du département de Gênes au Corps législatif (3 octobre 1808) ;
- Vice-intendant de Nice ;
- Sénateur du royaume d'Italie ;
- Juge et magistrat suprême du consulat de Cagliari (1815) ;
- Président de la bibliothèque de l'Université royale de cette ville (1815).

## Publications

Dizionario della giurisprudenza mercantile, 1786 (Milano, Fondazione Mansutti).

- Dictionnaire universel de Jurisprudence commerciale (1786-1788) ;
  - Dizionario universale raggionato della giurisprudenza mercantile, seconda edizione, Livourne, imprimerie de Massi, 1822
- Sistema universale dei principj del diritto maritimo d'Europa, Nice, 1795, 4 vol. ;
  - Traduit de l'italien, sous le titre de Système universel des principes, du droit maritime de l'Europe, par J.-M. Digeon, Paris, Debure, 1797, 2 vol. in-8° ;
  - Puis sous le titre de Droit maritime de l'Europe, par l'auteur original, Paris, Poncelin , 1801-1804, 2 vol. in-8°. ;
- Essai sur l'histoire géographique, politique et morale de la Sardaigne, 1798, 1 vol. in-8 ;
  - Histoire géographique, politique et naturelle de la Sardaigne : avec cartes, Paris, Levrault frères, 1802, 2e éd., 369 p. (lire en ligne) ;
- Dissertation sur l'origine de la boussole : suivie d'une lettre du même auteur,en réponse au Mémoire de M. Hager publié dernièrement à Pavie, Paris, H. Nicolle, Librairie Stéréotype, 1809, 2e éd. (lire en ligne), Éditions Claude Arthus Bertrand, Paris, 1809, in-8 ;
- Origine et progrès du droit et de la législation maritime, avec des observations sur le consulat de la mer, Paris, imprimerie de Jeune-homme, 1810, in-8° ;
- Mémoire pour servir à l'Histoire des voyages maritimes des anciens navigateurs de Marseille, Gênes, imprimerie de H. Bonaudo, 1813, in- 8°. ;
- Recherches pour servir à l'histoire de la piraterie, Gênes, 1816, in-8°. ;
- Système universel des armements en course et des corsaires en temps de guerre, Gênes, imprimerie de H. Bonaudo, 1817, in-8°. ;
- Sopra l'amministrazione sanitaria in tempo di peste, Cagliari, 1820.

## Titres
- Chevalier de l'Empire (19 juin 1813).

## Distinctions

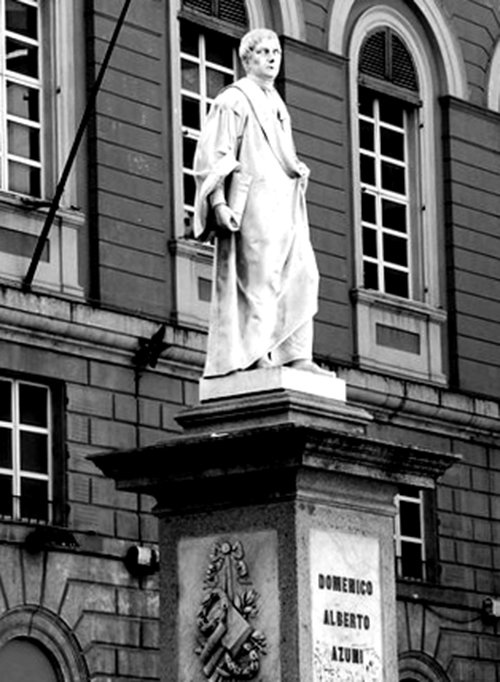
Statue de Domenico Alberto Azuni à Sassari.

- Chevalier de la Légion d'honneur (1813) ;
- Chevalier de l'ordre de la Réunion (1813).

## Hommages
- Une place de Sassari porte son nom : une statue à son effigie y a été érigée.
- Membre des Académies des Sciences de Turin, de Naples, de Florence, de Modène, de Carrare, d'Alexandrie, de Trieste, de l'Athénée des arts de Paris et de l'Académie de législation de Paris, de celle des Arts et Sciences de Marseille, de l'Académie Royale des Sciences de Gottingue, de celles de Gênes et de Mantoue, et de la Société géographique italienne[1].

## Armoiries
« Coupé, au 1, d'argent au phénix essorant de sable; au 2, d'azur au sautoir d'or accompagné d'une étoile à huit rais du même, posée au deuxième point en chef. Bordure d'azur du tiers de l'écu, chargée, au deuxième point en chef, du signe des chevaliers de l'Ordre impérial de la Réunion, qui est une étoile à douze rayons d'or. »